# Barchfeld-Immelborn
Barchfeld-Immelborn – gmina w Niemczech, w kraju związkowym Turyngia, w powiecie Wartburg.
Powstała 31 grudnia 2012 z połączenia dwóch gmin wchodzących w skład wspólnoty administracyjnej Barchfeld, która dzień później została rozwiązana: Barchfeld oraz Immelborn. Aktualnie (2016) burmistrzem gminy jest Ralph Groß.